# 缙云山茶
缙云山茶（学名：Camellia jingyunshanica）为山茶科山茶属的植物。分布在中国大陆的四川等地，属中国原产的植物（非从国外引种）。